# Asesinato social
Asesinato social (en alemán: sozialer Mord) es una frase utilizada por Friedrich Engels en 1845 en su obra La situación de la clase obrera en Inglaterra, donde la "la clase que actualmente tiene el control social y político" (es decir, la burguesía ) "coloca a cientos de proletarios en una posición tal que inevitablemente encontrará una muerte prematura y antinatural". Esto estaba en una categoría diferente al asesinato y el homicidio involuntario cometidos por individuos entre sí, ya que el asesinato social fue cometido explícitamente por la élite política y social contra los más pobres de la sociedad.
Cuando un individuo inflige lesiones corporales a otro de tal manera que resulta en la muerte, llamamos homicidio involuntario; cuando el agresor sabía de antemano que la herida sería fatal, llamamos asesinato a su hecho. Pero cuando la sociedad coloca a cientos de proletarios en una posición tal que inevitablemente encuentran una muerte prematura y antinatural, que es tanto una muerte por violencia como por espada o bala; cuando priva a miles de lo necesario para la vida, los coloca en condiciones en las que no pueden vivir– los obliga, mediante el brazo fuerte de la ley, a permanecer en tales condiciones hasta que sobrevenga la muerte, que es la consecuencia inevitable– sabe que estos miles de víctimas deben perecer y, sin embargo, permite que estas condiciones permanezcan, su acto es un asesinato tan seguro como el acto de un solo individuo; Asesinato encubierto, malicioso, asesinato del que nadie puede defenderse, que no parece lo que es, porque nadie ve al asesino, porque la muerte de la víctima parece natural, ya que el delito es más de omisión que de comisión. Pero el asesinato permanece.
Aunque originalmente se escribió con respecto a la ciudad inglesa de Mánchester en la era victoriana, el término ha sido utilizado de manera controvertida por políticos de izquierda como John McDonnell en el siglo XXI para describir la política económica conservadora y eventos como el incendio de la Torre Grenfell. El profesor de la Universidad de Lancaster, Chris Grover, utilizó recientemente el término para referirse a la política pública conservadora en el Reino Unido. El profesor de la Universidad de York, Dennis Raphael, lo usó para describir la política pública conservadora en Ontario, Canadá. En 2007, los economistas canadienses Robert Chernomas e Ian Hudson de la Universidad de Manitoba utilizaron el término para referirse a la economía conservadora en su libro Asesinato social: y otras deficiencias de la economía conservadora. En 2021, el editor ejecutivo de BMJ, Kamran Abbasi, utilizó el término para describir la política gubernamental que no había logrado controlar la pandemia de COVID-19.

El autor y periodista Chris Hedges escribe que las clases dominantes globales son los "arquitectos del asesinato social" al acelerar el colapso ecológico y el cambio climático:
Lo que está ocurriendo no es negligencia. No es ineptitud. No es un fracaso de la política. es asesinato Es asesinato porque es premeditado. Es asesinato porque las clases dominantes globales tomaron una decisión consciente de extinguir la vida en lugar de protegerla. Es asesinato porque las ganancias, a pesar de las estadísticas duras, las crecientes perturbaciones climáticas y los modelos científicos, se consideran más importantes que la vida humana y la supervivencia humana.